# ノース・サウス大学
ノース・サウス大学（ノース・サウスだいがく、英語: North South University, NSU、ベンガル語: নর্থসাউথ বিশ্ববিদ্যালয়）は、バングラデシュ最初の私立大学。バングラデシュ政府は、当時の1992年私立大学法（後に2010年法に改正）に基づいて、1992年にノース・サウス大学の設立を認可した。ノース・サウス大学は、1993年2月10日に、当時のバングラデシュの首相によって正式に開学された。
NSUは、その憲章 (Charter) によって、芸術、ビジネス、科学のあらゆる分野について学部および大学院の学位を発行することが認められており、工学、農学、法学、医学などの分野も扱っている。学位だけでなく、ディプロマ、履修証明、その他の学術に関する証明書を発行することも認められている。現在、NSUは、学士号と修士号を合わせて29種類（学士号15種と修士号14種類）を発行している。PhDなど博士号の授与は、目下のところは準備中とされる。理事会の構成員には、理事長の M・A・カシェム (M.A. Kashem)、アジム・ウディン・アーメド (Azim Uddin Ahmed)、M・A・ハシェム (M.A. Hashem)、ラジブ・アリ (Ragib Ali)、イフテカルル・アラム (Iftekharul Alam)、M・A・アワル (M.A. Awal)、アブル・カシェム (Abul Kashem)、A・S・F・ラーマン (A.S.F Rahman)、レハナ・ラーマン (Rehana Rahman) など、実業家として著名な人々も含まれている。

## キャンパス
大学キャンパスは、ダッカのバシュンダラ (Bashundhara) にある。このキャンパスの礎石は、2003年1月30日に、 ベグム・カレダ・ジアによって置かれた。この恒久的なキャンパスでの授業は、2009年6月9日から開始された。
このキャンパスでは、15,000人の学生たちのために、様々な施設が用意されている。6エーカー (24,000 m2)の敷地には、地下3階まである建物が建ち並び、その延べ床面積は665,000平方フィート (61,800 m2)ある。

### 図書館
NSUの図書館は、6階建てで70,000平方フィート (6,500 m2)以上の延べ床面積をもち、キャンパスの南東側に位置している。 この図書館は、バングラデシュ初の全自動化された大学図書館であり、独自の運営ソフトウェアで動いており、RFIDシステムや、ウェブ・ベースのオンライン配送システム、フルテキストのeブックスや電子ジャーナル記事のリポジトリ・システムなどをサポートしている。閲覧室は、1200人以上の学生が利用可能である。平均すると、1日あたりの図書館利用者は2000人を超える。
2014年8月現在、図書館には49,500册の書籍と50,000点のオンライン書籍、6,000巻の学術誌や雑誌の合本（バングラデシュ国内外を合わせて）、1,890点の CD-ROM データベースと書籍、226点の DVD 飛とビデオ、159点のオーディオ・カセットなどが収蔵されている。定期購読されているものは、国内の学術誌20誌、外国雑誌18種、国内雑誌19種、外国の日刊紙2種、ダッカで刊行されているバングラデシュの全国紙のほとんどに及ぶ。
NSUの図書館は、電子ジャーナルやMyAthensをバングラデシュで初めて導入した、先駆者であった。電子ジャーナル類は、JSTOR、IEEE、ACM Digital libraryを通して契約されており、39タイトルの電子ジャーナルが、2002年に初めて導入された。それ以降、国内の電子ジャーナルの契約などが進んだ。現在では、EBSCO、Emerald、Blackwell、JSTOR、ACM、オックスフォード大学出版局、Wiley、シュプリンガー、米国土木学会など、52社の版元が刊行する40,000件の電子ジャーナルや、データベースへのアクセスが提供されるようになっている。

## 刊行物
NSUは、「Panini」というジャーナルを刊行している。